# Albert Willebrand (der Jüngere)
Albert Willebrand, genannt der Jüngere, auch Willebrandt (* 10. Juli 1652 in Rostock; † 29. März 1700 ebenda) war ein deutscher Rechtswissenschaftler und Hochschullehrer.

## Leben
Albert Willebrand der Jüngere wurde in Rostock als Sohn des gleichnamigen Rechtswissenschaftlers Albert Willebrand der Ältere und dessen Frau Elisabeth Cothmann (1622–1662) geboren. Nach erstem Unterricht bei Privatlehrern und Besuch der Stadtschule in Rostock begann er 1660 mit dem Studium der Rechtswissenschaften. An der Universität Rostock wurde er als „filius rectoris“ immatrikuliert. Das Studium wurde 1670 fortgesetzt an der Frankfurter Universität Viadrina bei Johann Brunnemann, Johann Rhetz und Samuel Stryk. 1672 war er in Wittenberg, Leipzig und Jena, ab 1673 erneut in Rostock und 1676 in Helmstedt bei Daniel Clasen. Hier wurde er nach einer Dissertation bei Clasen Licentiat beider Rechte. Nach Bildungsreisen durch Westeuropa, die ihn u. a. durch Deutschland, Frankreich, England und Holland führten, wurde er 1681 in Kiel zum Dr. iur. promoviert. 1685 wurde er vom Herzog Christian Ludwig I. an der Juristischen Fakultät der Rostocker Universität als Nachfolger Johann Festings zum herzoglichen ordentlichen Professor der Rechte/Institutionen berufen. Willebrand verstarb in seinem 48. Lebensjahr an der Schwindsucht.

### Familie
Albert Willebrand heiratete am 8. Juli 1683 Katharina Christina Fischer (1662–1742), Tochter des Daniel Fischer, Bürgermeister in Rostock und dessen Frau Elisabeth Sophie von Böckel. Der Ehe entstammten die Kinder:
- Martin Albrecht (1684–1745), Rat in der Mecklenburg-Schwerinschen Justiz-Kanzlei in Schwerin
- Sophia Elisabeth (1685–1689).[2]
- Agneta Sophie ⚭ Christian von Freyburg (1673–1736), Jurist, mecklenburgischer Rat aus dem Hause Schlottmann von Freyburg.